# Ruta de Alaska 1
La Autopista 1, y abreviada AK 1 (en inglés: Alaska Route 1 1), es una carretera estatal estadounidense ubicada en el estado de Alaska. La carretera inicia en el Oeste desde la Lake Street en Homer hacia el Este en la Ruta 2  (Autopista Alaska)    en Tok. La carretera tiene una longitud de 878,5 km (545.92 mi).

## Mantenimiento
Al igual que las autopistas interestatales, y las rutas federales y el resto de carreteras estatales, la Autopista 1 es administrada y mantenida por el Departamento de Transporte y Servicios Públicos de Alaska por sus siglas en inglés DOT&PF.

## Cruces
La Autopista 1 es atravesada principalmente por la Kenai Spur Hwy en Soldotna
Downtown Anchorage
 AK 3  (Parks Hwy)    cerca de Wasilla
 AK 4  (Richardson Hwy)    en Glennallen.